# Anne Kaiser
Anne Kaiser (* 24. April 1987 in Emmendingen) ist eine ehemalige deutsche Fußballspielerin.

## Fußball
Die Abwehrspielerin spielt seit der Saison 2007/2008 beim Zweitligisten SC Sand. Ihre Karriere begann Kaiser im Alter von sieben Jahren 1994 beim SV Endingen, wo sie die Jungenmannschaften der E-, D- und C-Jugend durchlief. 2002 wechselte Kaiser zu den Juniorinnen des SC Freiburg und kam ab 2003 in der Oberligamannschaft (SC Frauen II) zum Einsatz. In der Saison 2006/2007 gehörte Kaiser zum Bundesligakader des SC Freiburg, konnte sich dort aber nicht durchsetzen und bestritt lediglich einen Kurzeinsatz. Zur Saison 2007/2008 wechselte Kaiser zum Zweitligisten SC Sand. Kaiser spielte in sieben Jahren, in 44 Punktspielen und erzielte dabei ein Tor für den SC Sand, bevor sie den Verein im Sommer 2014 verließ. Im Anschluss spielte sie nicht mehr im höherklassigen Ligen Fußball.
Seit 2002 kam Kaiser in den verschiedenen Auswahlen (U18, U20, U21) des Südbadischen Fußballverbandes zum Einsatz.